# Patrimoni dell'umanità di Singapore
I patrimoni dell'umanità di Singapore sono i siti dichiarati dall'UNESCO come patrimonio dell'umanità a Singapore, la quale è divenuta parte contraente della Convenzione sul patrimonio dell'umanità il 19 giugno 2012.
Al 2021 un solo sito è iscritto nella Lista dei patrimoni dell'umanità: i Giardini botanici di Singapore, scelti nel 2015 in occasione della trentanovesima sessione del comitato del patrimonio mondiale. Non vi sono invece candidature per nuove iscrizioni.

## Siti del Patrimonio mondiale
| Foto | Sito                           | Tipo                     | Anno | Descrizione |
| ---- | ------------------------------ | ------------------------ | ---- | --- |
|      | Giardini botanici di Singapore | Culturale (1483; ii, iv) | 2015 | Situato nel cuore della città di Singapore, il sito dimostra l'evoluzione di un giardino botanico coloniale tropicale britannico che è diventato una moderna istituzione scientifica di livello mondiale utilizzata sia per la conservazione che per l'istruzione. Il paesaggio culturale comprende una ricca varietà di elementi storici, piantagioni ed edifici che dimostrano lo sviluppo del giardino dalla sua creazione nel 1859. È stato un importante centro per la scienza, la ricerca e la conservazione delle piante, in particolare in relazione alla coltivazione delle piantagioni di gomma nel sud-est asiatico dal 1875. |